# Álex Alegría
Alexander 'Álex' Alegría Moreno (Plasencia, 10 oktober 1992) is een Spaans voetballer die bij voorkeur als aanvaller speelt. Hij tekende op 2 juli 2019 tekende hij een vijfjarig contract bij RCD Mallorca.

## Clubcarrière
Alegría maakte elf treffers in 56 competitieduels voor CP Cacereño. In 2012 trok hij naar Real Betis, waar hij aanvankelijk bij het eerste elftal aansloot. Op 1 maart 2015 debuteerde de aanvaller in het eerste elftal tegen CD Mirandés. Tijdens het seizoen 2015/16 werd hij verhuurd aan CD Numancia, waarvoor hij twaalf doelpunten maakte in 41 competitieduels. Op 11 september 2016 debuteerde Alegría voor Betis in de Primera División tegen Valencia CF. Vijf dagen later maakte hij twee doelpunten tegen Granada CF.